# 伊瓜蘇港

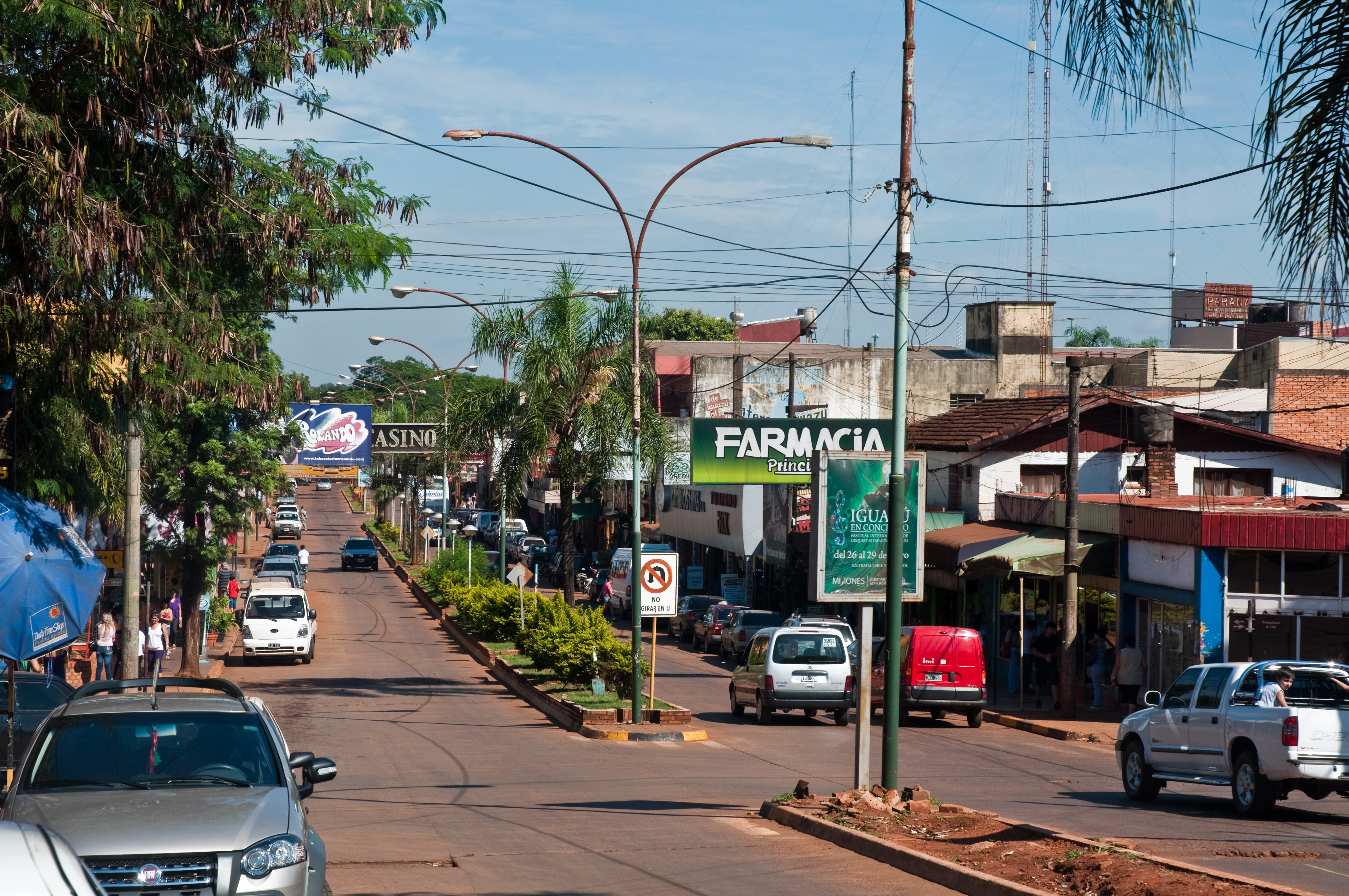
伊瓜蘇港

伊瓜蘇（西班牙語：Puerto Iguazú）是阿根廷米西奧內斯省的城鎮，位於該國東北部與巴西和巴拉圭的交界處，靠近巴拉圭的東方市與巴西的福斯-杜伊瓜蘇，距離首府波薩達斯310公里。城市始建於1901年8月12日，面積759平方公里，海拔高度162米，2010年人口82,227。

## 外部連結
- Iguazu Water Falls Information and Travel Argentina